# Проста група Лі
Проста група Лі — група Лі, яка не має нормальних підгруп, крім тривіальних, що складаються з одиниці групи і всієї групи. Близьким поняттям є «напівпроста група Лі», яка не має абелевих інваріантних підгруп, знову-таки, крім тривіальних.
Прості групи Лі відносно легко піддаються класифікації, що було зроблено Елі Картаном на початку XX століття. Найбільш наочна класифікація за схемами Динкіна.